# 明斯特采邑主教區
明斯特采邑主教區（德語：Fürstbistum Münster; Bistum Münster, Hochstift Münster）是神聖羅馬帝國中的一個大型的采邑主教區 ，位於今天德國北萊茵-威斯特法倫聯邦州的北部和下薩克森聯邦州的西部。從十六世紀到十八世紀，它經常與鄰近的一個或多個采邑主教區組成共主邦聯，包括科隆、帕德博恩、奧斯納布呂克、希爾德斯海姆和列日。
明斯特西部與尼德蘭聯合省接壤，南部與克萊沃、西雷克林豪森和馬克伯國接壤，東部則與帕德博恩和奧斯納布呂克接壤。在北面和東北面，它與東弗里西亞、奧爾登堡和漢諾威選侯國（1692年建立）接壤。

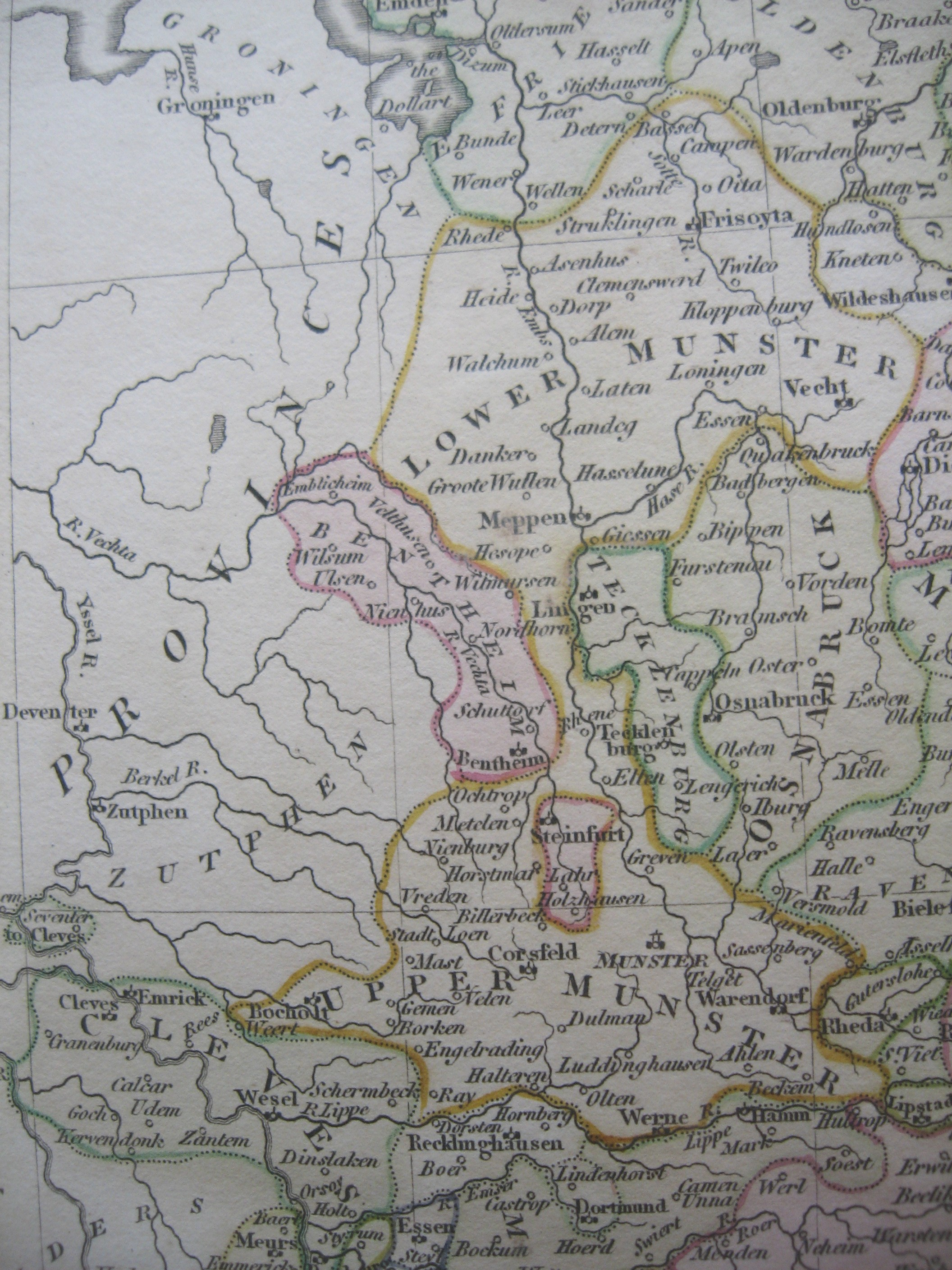
法國大革命爆發前夕的明斯特和鄰近地區

與神聖羅馬帝國的所有其他采邑主教區一樣，重要的是要區分明斯特采邑主教區和明斯特教區，儘管這兩個實體都由同一個人統治。教區通常比相應的采邑主教區大，在采邑主教區以外的部分，采邑主教的權力嚴格來說只擁有普通主教的權力，僅限於宗教事務。

## 歷史

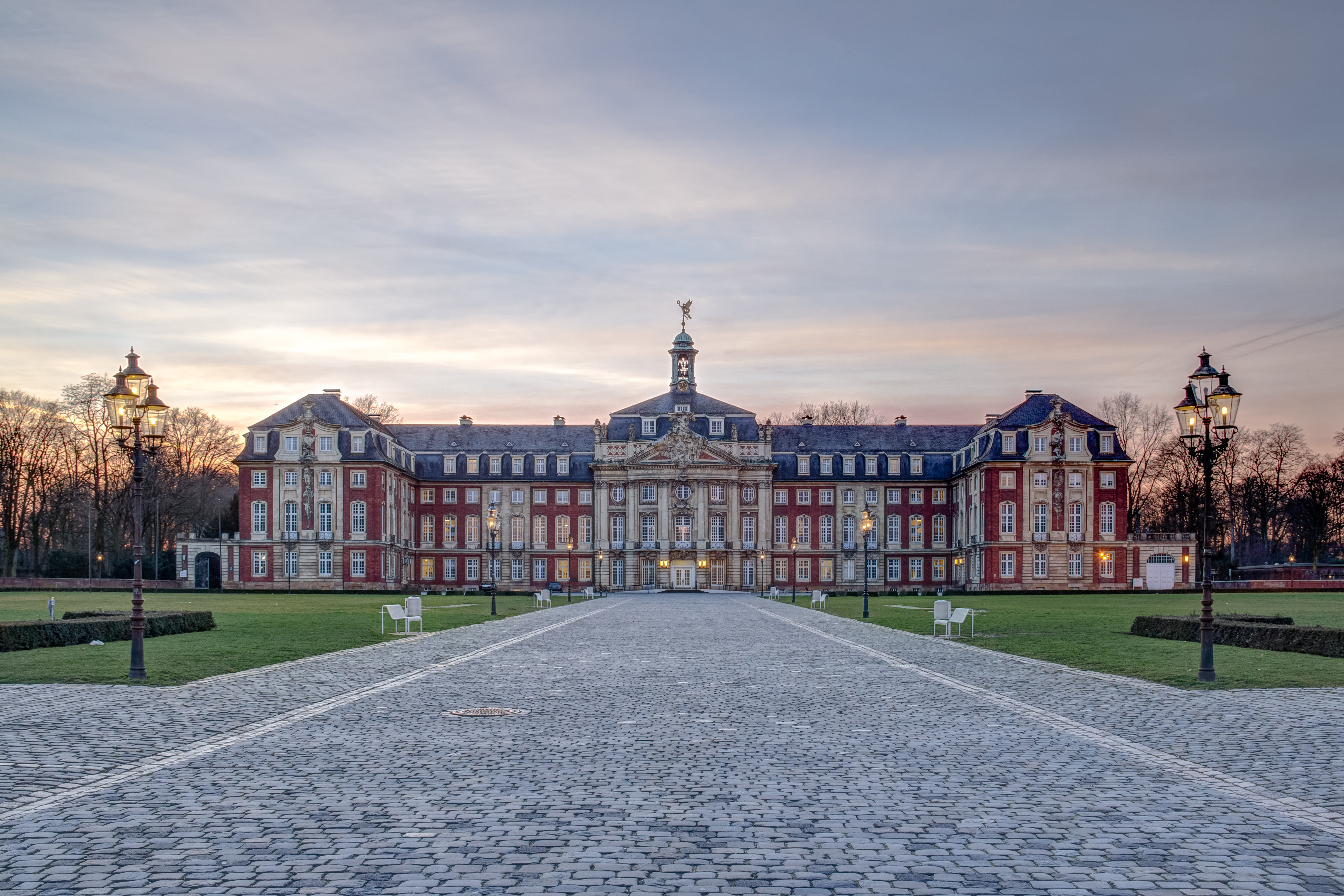
位於明斯特的采邑主教宮殿

明斯特的教區由查理曼在與撒克遜人戰爭末期的795年左右建立，作為科隆的隸屬教座。
首位明斯特教區主教是787年起在任的盧德格爾，他一直是弗里斯蘭五個百區或地區的熱心傳教士。明斯特教區的領地在西部、南部和西北部與科隆采邑總主教區和烏得勒支教區接壤，在東部和東北部則和奧斯納布呂克采邑主教區接壤。該教區還包括遠離其中心領土的地區，即位於埃姆斯河下游的五個弗里斯蘭百區（Hugmerki、Hunusgau、Fivelgau、Federitgau 和 Emsgau）。

### 地域演變
最終明斯特主教能夠行使主權的大部分領土都位於利珀河以北，一直延伸至最遠到達埃姆斯河上游和條頓堡森林地區。采邑主教領地最重要的擴充發生在1252年，當時教廷購買了費希塔伯爵領地和梅彭地區。隨後明斯特主教逐漸兼併這些新地區之間的國家：1403年獲得了克洛彭堡和奧伊滕附近的地區，1406年獲得了阿豪斯的莊園領地和施特龍貝格城堡及其管轄權；並於1429年在不來梅采邑總主教區的承諾中獲得維爾德斯豪森，並得到不來梅之後的繼承人，瑞典控制的不來梅-費爾登公國於1679年3月19日簽訂的尼美根條約中再次確認。時任明斯特主教菲斯滕貝格男爵斐迪南二世給予瑞典一筆總額為十萬銀元的貸款，以換取其重新承諾。這最後一片新增的領地使得之前與采邑主教區南部完全分隔的北部飛地現今能夠連成一片，成為一個緊湊的整體，這片新連起來的北部飛地領地後來被稱為「下采邑主教區」；並一直成為明斯特采邑主教區的一個重要組成部分，直到宗教改革時期，這在一定程度上縮小了領地的規模；剩下的領地一直被保留到十九世紀世俗化為止。

### 由主教到采邑主教
主教世俗權力的顯著增長是歐洲十二世紀的標誌。主教泰克倫堡伯爵路德維希一世（1169年–1173年在任）恢復了先前由泰克倫堡伯爵所行使，對領地的臨時管轄權。之後的主教赫爾曼二世與前任主教阿雷伯爵腓特烈二世（1152年–1168年在任）和路德維希一世一樣，是腓特烈巴巴羅薩的支持者。隨著薩克森公爵獅子亨利的倒台，主教完全掌握領地主權的最後障礙被清除，赫爾曼成為帝國的一個偉大的封臣。在他之後的繼任者埃森伯格-阿爾特納的迪特里希三世（1218年–1226年在任）擔任主教期間，主教作為帝國諸侯的地位在 1220年被皇帝腓特烈二世正式確立。赫爾曼二世是最後一位由神聖羅馬皇帝直接任命的主教。他的繼任者奧爾登堡伯爵奧託一世（1204年–1218年在任）在被選的時候發生了紛爭，最後皇帝奧托四世下令從今以後主教僅需由大教堂分會（Cathedral Chapter）選出。總主教區科隆教廷只保留確認權，皇帝則保留敘任權。主教的世俗權力在重要事務上受到限制；特別是在稅收方面，他必須得到其臣民代表的同意。在臣民代表之中，大教堂分會早於十三世紀初開始出現；後來代表擴展至下層貴族，最後是整個明斯特市。隨著時間的推移，大教堂分會逐漸通過在選舉前與主教達成的協議擴大了其權利。
在利珀伯爵奧托二世（1247年–1259年在任）擔任主教期間，教廷的臨時權力大大增加。與此同時，明斯特市與大教堂分會結盟，希望努力擺脫主教的束縛，但並未完全獲得成功。早在十一世紀，主教們就通常來自於貴族家庭，通常是那些在附近擁有土地的人；很多時候主教一職只為主教所屬家族的利益服務，而不是為了教會的利益。結果，主教們經常被捲入貴族的爭鬥之中。教會事務被忽視，采邑主教區居民的利益受到影響。在所謂的明斯特教區之爭（1450年–1457年在任）期間，情況最為糟糕。主教默爾斯的海因里希二世（1424年–1450年在任）的專權行為令到明斯特市居民非常痛苦。在他死後，大多數的大教堂分會選出了海因里希的兄弟兼科隆大主教默爾斯的瓦爾拉姆為新主教，而城市和少數大教堂分會則推舉霍亞伯爵約翰的兄弟霍亞的埃里克為新主教。儘管瓦爾拉姆的當選得到了教皇的確認，但爭奪主教繼承權的公開戰爭爆發了，瓦爾拉姆始終無法獲得明斯特市。1457年在瓦爾拉姆死後，霍亞的埃里克根據約定可以得到一份終身收入，但條件是確認明斯特市擁有特權，同時雙方共同承認教皇任命的新主教錫門行宮伯爵約翰二世（1457年–1466年在任）。

### 宗教改革
在科隆大主教維德的赫爾曼的兄弟，明斯特主教維德的腓特烈三世（1522年–1532年在任）既慵懶又完全世俗化的統治之下，新教路德宗在1524年之後在領地內迅速傳播，尤其是在各個城市之中。下一任主教瓦爾代克的弗朗茨（1532年–1553年在任）幾乎沒有任何行動去反對新教的傳播，相反從一開始他就計劃在他治下的明斯特、明登和奧斯納布呂克這三個采邑主教區內推行宗教改革，從而希望能夠令這三片領地合組成為一個世俗化公國，自任公國領主。但事實上他的權威隨著新教傳播日漸衰落，為了重振其影響力，他不得不著手對抗明斯特市的重浸派信徒。但總的來說他為恢復天主教信仰所做的行動很少，最後只是選擇加入了施馬爾卡爾登聯盟。再下一任主教，凱特勒的威廉（1553年–1557年在任）行事相對比天主教徒更似一位新教徒：儘管他認為自己是舊教會的管理者，並擁護特利騰信條，但他卻拒絕遵守羅馬教廷的要求，並最終於1557年辭職。
1574年起在任的主教克萊沃的約翰·威廉（1574年–1585年在任），因1575年兄長逝世而成為克萊沃公國未來繼承人，並於1585年結婚後放棄了主教職位。之後天主教和新教勢力之間就他的繼任者選擇上展開了一場長期的外交鬥爭，在此期間，主教職位由克萊沃管理。最終巴伐利亞的恩斯特（1585年–1612年在任）的勝利確保了天主教在主教轄區內能夠維持，他同時也是弗賴辛、希爾德斯海姆、列日采邑主教、以及科隆大主教。他熱心進行反宗教改革，邀請耶穌會士幫助他，並鼓勵建立舊秩序的修道院，儘管他並無法完全收服失地。1569年，原明斯特教會管轄下的弗里斯蘭西部地區被轉移出去，到新成立的格羅寧根和代芬特爾主教轄區，並隨之歸入新教。同樣，本特海姆-施泰因富特伯爵和其他一些設防城鎮的財產也從主教的教會管轄權中被轉移出去。
克里斯托弗·伯恩哈德·馮·加侖（1650年–1678年在任）作為主教和世俗統治者同樣高效；在長期圍困明斯特市之後，他迫使頑固的市民承認他對城市的主權，並成功地從外國軍隊手中解放了他的領土。他又在與瑞典的戰爭中獲得了不來梅大主教區和費爾登主教區的部分地區，恢復了教會紀律，並在他的領地上建立了學校系統。他亦曾經在法荷戰爭中襲擊荷蘭共和國。

### 十八世紀及法國大革命戰爭
采邑主教巴伐利亞的克雷門斯·奧古斯特（1719年–1761年在任）同時也是科隆選帝侯、帕德博恩和希爾德斯海姆主教、和奧斯納布呂克采邑主教。在他統治期間，主教領地在波蘭王位繼承戰爭和七年戰爭中遭受重創。他的繼任者柯尼塞格-羅滕費爾斯的馬克西米利安·弗雷德里克（1761年–1784年在任）也是科隆的選帝侯，他大部分時間將明斯特的管理權交給了一位年輕的教堂司鐸菲斯滕貝格的弗朗茨·弗雷德里克·威廉，在其治下期間采邑得到了空前的繁榮。然而，在輔助主教的選舉中，菲斯滕貝格被奧地利的馬克西米利安·弗朗茨所擊敗，後者後來繼承了明斯特和科隆教區（1784年–1801年在任）。馬克西米利安·弗朗茨於1794年在法國革命軍抵達時逃離波恩，法軍隨後繼續佔領位於萊茵河左岸屬於主教轄區的領土。他在維也納度過了餘生，儘管名義上仍然是明斯特的采邑主教。他死後，他的侄子奧地利的安東·維克多繼任主教。他是科隆的最後一位選帝侯和明斯特的最後一位采邑主教。1796年8月5日，法國和普魯士簽訂了一項秘密協議，明斯特采邑主教區被選擇作為普魯士失去萊茵河左岸領土予法國的補償。

### 明斯特采邑主教區的終結
1803年明斯特采邑主教區，與領地內大約310,000名居民被「調解」並分裂成許多部分。較大的東部領地被分給了普魯士，後者於1803年3月占領了領地。奧爾登堡獲得了北部（包括費希塔和克洛彭堡）。其他部分則作為對萊茵河以西地區前統治者的補償：例如阿倫貝格、洛恩-科斯瓦倫、薩爾姆親王國和克洛伊等。在接下來的幾年裡，所有分裂的領土最後都變成了法國的一部分。
法國戰敗後，1815年普魯士獲得了原采邑主教區的南部（上施蒂夫特），漢諾威王國則獲得北部（下施蒂夫特）大部分地區，而奧爾登堡則保有原本吞併的領地。

## 外部連結
- 1789年的明斯特采邑主教區地圖 （页面存档备份，存于）